# Detlef Prinz
Detlef W. Prinz (* 1950) ist ein deutscher Journalist und Medienunternehmer. Prinz leitet die PrinzMedien Holding, die er im Jahr 1992 gegründet hat. Das Unternehmen hat seinen Sitz in Berlin, in dem denkmalgeschützten Industriebau Tempelhofer Ufer 23–24.
Prinz gab unter anderem die Monatszeitungen The Atlantic Times und The German Times heraus. Er war außerdem Verleger des Informations- und Hintergrund-Dienstes Der Hauptstadtbrief, der als gedruckte Ausgabe im Magazinformat und als Online-Ausgabe im Internet erschien. Er war zeitweise Vorstandssekretär des Ersten Vorsitzenden der Gewerkschaft IG Metall. Er war unter anderem Mitglied des SPD-Bundesparteirates sowie Vorsitzender verschiedener Bundeskommissionen. Seit 2005 ist er Gründungsmitglied der IZA Policy Fellows und tritt in den Kuratorien der Stiftung Familienunternehmen und der Hilfsorganisation CARE Deutschland auf. Prinz ist Berater und Freund des SPD-Politikers Frank-Walter Steinmeier, den er in dessen ersten Zeit als Außenminister mehrfach als Mitglied der Wirtschaftsdelegation auf Auslandsreisen begleitet hatte.
Prinz geriet im Jahr 2010 in die Schlagzeilen, als das Magazin Focus am 26. April 2010 berichtete, dass Prinz für den tschechischen Geheimdienst tätig gewesen sei. Prinz klagte erfolgreich gegen den Bericht; das Landgericht Köln erließ eine einstweilige Verfügung gegen die Berichterstattung. In einem „Memo“ (Editorial) des stellvertretenden Chefredakteurs des Focus Markus Krischer vom September 2012 berichtete Focus, dass nach dem Urteil eines Prager Gerichts die entsprechenden Unterlagen eine Fälschung von ehemaligen Mitgliedern des tschechischen Geheimdienstes gewesen seien. Redaktion und Verlag würden die unzutreffende Berichterstattung bedauern.
Prinz ist Mitglied der SPD und war zeitweise Mitglied des SPD-Parteirates. Prinz ist Mitglied der Ludwig-Erhard-Stiftung und Vorstandsvorsitzender der Karl-Schiller-Stiftung.